# Główna (województwo wielkopolskie)
Główna – wieś w Polsce położona w województwie wielkopolskim, w powiecie poznańskim, w gminie Pobiedziska, przy lokalnej drodze do Węglewa. Skrajem wsi przepływa rzeka Główna.
W latach 1975–1998 miejscowość administracyjnie należała do województwa poznańskiego. W 2011 wieś liczyła 221 mieszkańców.